# اختصاصي اجتماعي
في مجال الخدمات الاجتماعية، يُعتبر الاختصاصي الاجتماعي عاملًا اجتماعيًا موظّفًا في وكالة حكومية أو منظمة غير ربحية أو أي هيئة أخرى، مهمّته تولّي قضايا الأفراد ومدّهم بالدعوة والمعلومات والحلول. يقتضي القانون حصول الاختصاصي الاجتماعي على ترخيص في جميع الدول تقريباً. وفي المجالات السياسية، يوظّف المشرّعون الاختصاصيين الاجتماعيين ليصبحوا أعضاءً في الهيئة التشريعية بهدف الاستفادة من خدماتهم كمهنيين مرخّصين، مثل التعامل مع الشواغل الفردية أو العائلية والحصول على الخدمات الاجتماعية. يقدّم أعضاء البرلمان البريطاني والكونغرس الأمريكي في الكثير من الأحيان خدمات في دوائرهم الانتخابية، إذ يلجؤون إلى الاختصاصيين الاجتماعيين ليستفيدوا من أموالهم المخصصة بشكل أفضل.

## تاريخ المصطلح
يوجد ارتباط وثيق بين تاريخ دراسة الحالات الاجتماعية وظهور الخدمة الاجتماعية كاختصاص مهني عام. في أواخر القرن التاسع عشر، اعتُبر تشكيل رابطة المنظّمات الخيرية وحركة التسوية بمثابة بداية للجهود المبذولة في سبيل التخفيف من حدّة الفقر الصناعي. لم يكن هنالك أي تعريف رسمي لدراسة الحالات الاجتماعية قبل نشر ماري ريتشموند لكتابها «التشخيص الاجتماعي» في عام 1917، وذلك على الرغم من استخدام دراسة الحالات الاجتماعية حينها كنهج أساسي للتدخل. دعت ريتشموند في كتابها إلى العمل على الحالة مع العملاء بدلاً من إقصائهم، ودعت أيضاً إلى «التفاهم والتعاطف مع التاريخ والخلفية التي ينتمي إليها العميل» بدلاً من إطلاق التعميمات والافتراضات. يشير مصطلح التشخيص الاجتماعي إلى «الطريقة المنهجية المطبّقة لمساعدة المهنيين في جمع المعلومات ودراسة مشاكل العميل» بناءً على الخلفية المتفرّدة والمشاكل والاحتياجات الفردية الخاصة به.

## دراسة الحالات الاجتماعية
تُعتبر دراسة الحالات الاجتماعية إحدى الطرق التي يستخدمها العاملون الاجتماعيون لمساعدة الأفراد على إيجاد حلول لمشاكل التكيّف الاجتماعي التي يصعب على الأفراد تجاوزها بمفردهم.
تُعتبر دراسة الحالات الاجتماعية بمثابة نهج أساسي ومنهج من مناهج الخدمة الاجتماعية الذي يُعنى بإصلاح الأفراد أو الأزواج وتطويرهم ليختبروا علاقات إنسانية أكثر إرضاءً. في دراسة الحالات الاجتماعية، تُصنّف العلاقة بين الاختصاصي الاجتماعي والعميل على أنها علاقة مبنية على الدعم ومعزّزة لفكرة «تمكين الفرد في حل مشاكله بنفسه». تُبنى العلاقات في دراسة الحالات الاجتماعية على التفاعل الديناميكي للمواقف والعواطف بين الاختصاصي الاجتماعي والعميل، وذلك بهدف إرضاء احتياجات العميل النفسية وتحسين علاقته بمحيطه (التفاعلات والمعاملات). يستخدم الاختصاصيون الاجتماعيون التقييم النفسي كأداة رئيسية للحصول على تقييم أولي لوسائل تكيّف العميل الحالية والماضية والمستقبلية عند مواجهته للمواقف العصيبة ومواقف الحياة اليومية العادية. يُعتبر حلّ المشاكل هو النيّة الكامنة وراء أي عملية دراسة للحالات الاجتماعية، لكن لا يحلّ الاخصائي الاجتماعي مشاكل العميل بل يساعده في أن يكون مستعداً لحل المشاكل ومواجهتها بما يلائم نقاط القوة والضعف لديه إلى أن يصل إلى التطور الشامل.

### القيم في دراسة الحالات الاجتماعية
تركّز مهنة الاختصاصي الاجتماعي على هدف رئيسي واحد وهو «تعزيز رفاه الإنسان والمساعدة في تلبية الاحتياجات الإنسانية الأساسية لكل الناس، مع التركيز على تمكين الأشخاص المستضعفين والمضطهدين والفقراء». يحافظ الاختصاصي الاجتماعي على القيم التالية:
- يمتلك كل فرد قيمة وكرامة متأصّلة بداخله.
- يمتلك كل فرد الحق في اختيار مصيره.
- يُعتبر كل فرد موضع اهتمام رئيسي للمجتمع، إذ يمتلك الإمكانيات والحق في النمو.
- يجب أن يساهم كل فرد بدوره في تنمية المجتمع من خلال تحمّله المسؤولية الاجتماعية.
- تربط الفرد والمجتمع علاقة تكافل، إذ يتوجب تلبية الاحتياجات الإنسانية الأساسية للفرد من خلال الخدمات التي لا تميّز على أساس السلوك الأخلاقي أو العرق أو الجنسية أو الطبقة.

### مراحل عملية دراسة الحالات الاجتماعية
تشمل المراحل ما يلي:
- الاستقبال وتعزيز العلاقة/ التهيئة.
- الاستكشاف السريري للمشكلة/ المقابلة.
- التقييم.
- التدخل/ العلاج.
- المراقبة والتقدير.
- المتابعة.
- الانتهاء.

### إدارة الحالة
ترتبط إدارة حالات الخدمة الاجتماعية بعملية ربط العملاء بالخدمات التي تعزز من قدراتهم الوظيفية، بدءاً بالتقييم ووصولاً إلى التدخل الشامل من أجل توفير الرعاية المنصفة لهم. وفقاً للرابطة الوطنية للعاملين الاجتماعيين (NASW) (1984) «تُعتبر إدارة الحالة بمثابة آلية لضمان وجود برنامج شامل وقادر على تلبية حاجة الفرد إلى الرعاية من خلال تنسيق وربط عناصر نظام توفير الخدمات». يُنظر إلى هذه العملية على أنها عملية تعاونية، إذ تشمل التقييم والتخطيط والتيسير والدعوة للخيارات وتلبية الاحتياجات الصحية للفرد من خلال التواصل وتوفير الموارد المتاحة لتحقيق نتائج متّسمة بالكفاءة النوعية بالنسبة إلى التكاليف. وهنا، تدخل الاحتياجات الصحية ضمن النموذج الاجتماعي للصحة الذي يشمل معالجة المقومات الاجتماعية والبيئية للصحة، كالحاجات النفسية والاجتماعية والترفيهية والثقافية واللغوية، جنباً إلى جنب مع العوامل المادية/ البيولوجية والطبية. تُعرّف هذه الحاجات من خلال سياق المشكلة وصياغتها وتعريفها.
تُعرف إدارة الحالة أيضاً باسم «تنسيق الخدمات» أو «تنسيق الرعاية» منذ أواخر ثمانينات القرن الماضي. تعرّف الرابطة الوطنية للعاملين الاجتماعيين تنسيق الرعاية على أنه «نهج متعدد الاختصاصات يركّز على العميل ويعتمد على التقييم، يهدف إلى إدراج خدمات الرعاية الصحية والدعم النفسي الاجتماعي حتّى يتمكّن منسّق الرعاية من تطوير وتنفيذ خطة رعاية شاملة لتلبية احتياجات العميل وتناول مواطن قوّته وأهدافه». يوجد نوعان لإدارة الحالة، يعتمد الأول على الأهداف الموضوعية لمنظمة الخدمات، بينما يعتمد الآخر على الفرد أو المجموعة المستفيدة من الخدمة. تختلف إدارة الحالة بين مكان وآخر اعتماداً على السياسات والتساهلات والأهداف، إلا أن الكفاءة هي عنصر مشترك لإدارة الحالة في كل مكان. يؤثر عدد القضايا على مستوى الكفاءة، إذ توصي الولايات المتحدة بألا يزيد عدد الحالات المفتوحة أو النشطة عن 12-15 حالة و8-10 قضية محالة جديدة لكل شهر. أشار تخصيص ما بعد عام 2008 في إدارة عدد الحالات إلى وصول نسبة الكفاءة إلى 90% في الخدمات وجودة الممارسات بحسب مركز دراسة السياسة الاجتماعية (CSSP) في عام 2009. تستغرق إدارة الحالة 3.30 ساعة عمل بينما يستغرق استقبال الحالة 1.45 ساعة عمل. يستغرق التقييم التقليدي للفرد أو العائلة 3.45-12.45 ساعة عمل بحسب «تحليل مينيسوتا لأعباء العمل» الهادف إلى تثبيت القوى العاملة وتعزيزها بالاستناد إلى الدلائل. تُعتبر إدارة الحالة جزء أساسي من الخدمات الاجتماعية، فهي تتضمن تطوير وتنفيذ خطة الحالة وتنظيم شبكات إدارة الحالات بهدف توفير خدمات أكثر كفاءة. يشارك مدير الحالة في تنمية الموارد وإدارة الخدمات ومراقبة التكاليف وتوزيع الموارد واستخدام السلطة. يُعرف العمل الذي يقوم به مدير الحالة أيضاً باسم «إدارة الخدمة» لأنه يشارك في عملية التحكّم في الموارد.
تتشابه المراحل العامة لإدارة الحالة مع عملية دراسة الحالة الاجتماعية:
- الفحوصات وتعزيز العلاقة.
- التقييم النفسي والاجتماعي ووضع تصوّر مفاهيمي للمشكلة.
- التخطيط للرعاية مع التركيز على تنسيق الاحتياجات وتحديد أولوياتها.
- تنفيذ الخطة وتنسيق الخدمات.
- المراقبة والمراجعة.
- الانتهاء/ الإغلاق أو إعادة التقييم.

يوجد العديد من النماذج المختلفة التي تُستخدم في الممارسة الإدارية للحالة:
- إدارة الحالة – التقييم والمراقبة والإحالة والتنسيق، إضافة إلى الدور المباشر للخدمة.
- نموذج مراقبة الحالة – التقييم والمراقبة والإحالة والتنسيق وحسب.
- الوساطة – التقييم وعقد فرعي/ خدمات الدعم ومراقبة النتائج.
- الدعوة – التقييم والدعوة للخدمات ومراقبة النتائج.
- إدارة الحالة الإدارية – مراجعة التقييم والخطط الإدارية المقدّمة من قبل الاختصاصيين الاجتماعيين ومراقبة التكاليف والإذن بالإنفاق.

## الانتشار والقبول متعدد الثقافات
توظّف العديد من المنظمات البريطانية الاختصاصيين الاجتماعيين وخصوصاً في القطّاعين العام والتطوّعي. أما في الولايات المتحدة، تمتلك معظم الوكالات الحكومية التي تقدّم الخدمات الاجتماعية للأطفال أو الأسر الفقيرة أو المضطربة طاقماً من الاختصاصيين الاجتماعيين، إذ يخصصون لهم مجموعة من الحالات قيد الاستعراض في أي وقت. وفي أستراليا، يُعيّن الاختصاصيين الاجتماعيين في مجالات حماية الطفل والخدمات الخاصة بالمخدرات والكحول أو منظمات الصحة المجتمعية. اعتباراً من عام 2004، وصل عدد الاختصاصيين الاجتماعيين العاملين في مجال رعاية الأطفال إلى 876,000 اختصاصياً في الولايات المتحدة، إذ تصل نسبة النساء منهم إلى 72% بينما يصل الراتب المتوسط إلى 64,590 دولار أمريكي. 